# RadioCorp
RadioCorp (RC, previamente RadioCorp Online) es una empresa peruana de medios de comunicación de radioemisoras y de televisión, pertenecientes a Ricardo Belmont Vallarino.

## Historia
La empresa inició cuando Ricardo Belmont Cassinelli entregó la administración de sus emisoras 91.9 FM en ese entonces (RBC La Estación) y el 104.7 FM en ese entonces (Excélsior FM) a su hijo Ricardo Belmont Vallarino. En 1992, Excélsior FM fue remplazada por Super Latina, por falta de audiencia de la primera. En febrero de 1998 en la primera frecuencia, inicia la emisora juvenil Okey Radio y en octubre de 1999 Super Latina fue remplazada por Fuego 104.7.

### Siguientes años
En 2001 administraron el canal 11 de Lima volviéndolo OK TV con programación de videoclips musicales, hasta 2006 que fue devuelta a Ricardo Belmont Cassinelli desapareciendo el canal y regresando a ser RBC Televisión de este modo dejando de administrar dicho canal y volviendo a ser una corporación 100% de radioemisoras.
En 2004, Fuego fue remplazada por Viva FM, una radio de pop, pop latino y rock. En 2013, la emisora juvenil Okey Radio fue remplazada por Radio X por falta de audiencia. Esta última emitía rock alternativo como programación inicial, pero en 2014 añade canciones de rock y pop de los 1980 a 2000.

### Década de 2000 en adelante
En 2015, Belmont Vallerino tuvo problemas judiciales con su padre por la devolución de las frecuencias: la frecuencia 104.7 FM fue devuelta al segundo para así relanzar a RBC Radio, mientras que la 91.9 FM siguió perteneciendo al primero, provocando que Viva FM 104.7 se mude al 91.9 FM en reemplazo de Radio X.
En 2015 se anunció el Consorcio RBC Matrix, formado por Red Bicolor de Comunicaciones S.A.A. (propietaria de RBC Televisión) y Matrix Corporation S.A.C. (de Luis Alfonso Morey Estremadoyro) para administrar el Canal 11 de la banda VHF de Lima, su señal HD disponible en la TDT de esa ciudad, así como también la emisora musical RBC Radio, con el objetivo de mejorar sus contenidos y reposicionarlos comercialmente. Fue finalizado en 2016.
En enero de 2016 la empresa alquila su frecuencia a la empresa Grupo Panamericana de Radios por contar con una sola emisora. De esta manera, deja de emitir Viva FM. En mayo del mismo año, a pedido de los oyentes de Viva FM, la emisora regresó por internet, siendo así administrada bajo el nombre vivafm.com.pe gestionada por RadioCorp Online.
Desde 2016, la empresa, a través de sus propietarios Ricardo y Lucienne Belmont, controlan el canal televisivo RBC Televisión (hoy Viva TV), anteriormente propiedad de su padre.
El 1 de abril de 2020, regreso Viva FM por los 91.9 después de que Grupo Panamericana de Radios le devolviera la frecuencia a RadioCorp.
Desde el 12 de junio del mismo año, RadioCorp pasó a administrar nuevamente la estación 104.7 FM con programación de baladas. Esta estación emite sin nombre comercial. El 12 de octubre, Viva FM cesó nuevamente sus emisiones por FM y volvió a ser una emisora exclusiva por internet. PBO Radio pasó a emitir en su lugar, luego de que RadioCorp alquilará la frecuencia a Phillip Butters. 
El 12 de abril de 2021, RadioCorp alquilo la frecuencia 104.7 FM al Grupo Plural TV para así transmitir una emisora de música juvenil, la cual el 12 de junio comenzó oficialmente sus emisiones bajo el nombre de Radio América.
El 10 de mayo de 2022, luego de una disputa legal entre el exalcalde de lima Ricardo Belmont Cassinelli y su hijo Ricardo Belmont Vallerino (dueño de RadioCorp) la frecuencia 91.9 FM alquilada a PBO Radio y el canal 11 Viva TV serán devueltas a su dueño anterior Ricardo Belmont Cassinelli dejando a RadioCorp con solo la administración de Viva FM a través de internet y de la frecuencia 104.7 FM que es alquilada a Radio América.
El 19 de octubre del 2022, salió del aire Viva TV, regresando RBC TV después de que Ricardo Belmont Cassinelli volviera a la administración de la TV y la radio (frecuencia 91.9 FM). Debido al inesperado ingreso de RBC debido a que  Belmont Cassinelli tuvo que recuperar el canal a la fuerza debido a que su hijo no le quiso devolver la administración, puso temporalmente la señal de Fuego TV con el logo mosca de RBC.
PBO Radio 91.9 FM salió del aire el 19 de octubre de 2022, regresando RBC Radio con su nombre original (RBC la estación), quedando solo PBO digital y el bloque PBO en Willax Televisión.
El 30 de diciembre de 2022, regreso PBO Radio a los 91.9 FM y Viva TV al canal 11 después de un fallo a favor para Phillip Butters y Ricardo Belmont Vallerino este último dueño de RadioCorp.
El 14 de setiembre del 2023, sale del aire Radio América por baja audiencia siendo remplazada por Radio Disney Perú en los 104.7 FM.

## Radios

### Radioemisora
| Logo | Radio         | Frecuencia | Programación                                                                         | Longevidad                        |
| ---- | ------------- | ---------- | ------------------------------------------------------------------------------------ | --------------------------------- |
|      | Radio América | Online     | Salsa, reggaetón, latin urban, techno, rock en español, merengue, lambada y baladas. | 1943-2004 2021-2023 2023-presente |
|      | Viva FM       | Online     | Latín pop, reggaetón, latín urban, pop, rock, hip hop.                               | 2004-2016 2016-2023 2023-presente |

### Radioemisoras desaparecidas
| Logo | Radio        | Frecuencia | Programación                                                                  | Longevidad |
| ---- | ------------ | ---------- | ----------------------------------------------------------------------------- | ---------- |
|      | Okey Radio   | 91.9 FM    | Rock, pop, salsa (1998-2006) reguetón, salsa, bachatas y electro (2006-2013). | 1998-2013. |
|      | Radio X      | 91.9 FM    | Rock y pop de los años 80 al 2000.                                            | 2013-2015. |
|      | Excélsior FM | 104.7 FM   | Salsa, merengue, cumbia                                                       | 1986-1992  |
|      | Super Latina | 104.7 FM   | Salsa, merengue, cumbia, rock, eurodance                                      | 1992-1999  |
|      | Fuego 104.7  | 104.7 FM   | cumbia, pop, rock                                                             | 1999-2004  |

### Frecuencias Arrendadas
Emisoras alquiladas a otras empresas bajo contrato.
| Logo | Radio        | Frecuencia | Programación                                                     | Longevidad    | Empresa Arrendadora |
| ---- | ------------ | ---------- | ---------------------------------------------------------------- | ------------- | ------------------- |
|      | PBO Radio    | 91.9 FM    | Noticias, miscelánea y deportes.                                 | 2020-presente | 4 Hearts Inc S.A.   |
|      | Radio Disney | 104.7 FM   | Latín pop, reggaetón, latín urban, pop rock, pop, hip hop, kpop. | 2023-presente | Rola Perú S.A.      |

### Desaparecidas
Las emisoras que fueron arrendadas desaparecieron en mayor parte por falta de audiencia.
- Grupo Panamericana de Radios (91.9 FM): Cumbia Mix (2019) y Radio La Nube (2020)
- CRP Radios (104.7 FM): Radio Super Folk (2020)
- Grupo Plural TV (104.7 FM): Radio América (2023)

## Televisión

### Canales
| Logo | Canal de televisión | Frecuencia                                                                       | Eslogan           | Programación | Tiempo |
| ---- | ------------------- | -------------------------------------------------------------------------------- | ----------------- | ------------ | --- |
|      | Viva TV             | Canal 11 (Analógico) Canal 11.1 (TDT) Canal 38 (Movistar TV) Canal 11 (Claro TV) | Creciendo contigo | Generalista  | Emite desde el 1 de nomiembre de 2022 en televisión cerrada y desde el 23 de enero de 2023 en señal abierta, en este último caso en reemplazo de RBC Televisión. Anteriormente emitió desde el 10 de diciembre de 2018 hasta el 19 de octubre de 2022. |

### Canales desaparecidos
Estos son los canales de televisión que operó RadioCorp:
| Logo | Canal de televisión | Frecuencia                | Eslogan        | Programación    | Tiempo |
| ---- | ------------------- | ------------------------- | -------------- | --------------- | --- |
|      | OK TV               | canal 11 (Analógico)      | Es más         | Musical         | Desde el 2001 hasta 2006, transmitió como un canal dedicado 100 % a la programación musical, hasta el 2006 que regreso a ser RBC Televisión con una programación miscelánea e de entretenimiento y bajo otra administración dejando RadioCorp de operar ese canal.                        |
|      | VTV                 | canal 11.3 (TDT)          |                | Musical         | Emitió desde marzo hasta octubre de 2019, lo sacaron del aire y desactivaron dicha frecuencia multiplex, debido a que se compartía programación musical. Top Latino TV reclamó por competencia desleal al estar bajo acuerdo de alquiler que tienen por emitir en la frecuencia 11.2 TDT. |
|      | Top Latino TV       | En Lima: canal 11.2 (TDT) | Estamos arriba | Entretenimiento | Desde el 15 de marzo de 2016 hasta el 18 de noviembre de 2021 donde migró su frecuencia al multiplex del Grupo RPP. |